# Epipyga tenuifasciatus
Epipyga tenuifasciatus är en insektsart som först beskrevs av Jacobi 1921.  Epipyga tenuifasciatus ingår i släktet Epipyga och familjen Epipygidae. Inga underarter finns listade i Catalogue of Life.